# Zhang Zhenlin
Zhang Zhenlin (张镇麟S, Zhāng ZhènlínP; Shenyang, 28 gennaio 1999) è un cestista cinese.

## Biografia
È il figlio dell'ex cestista Wang Fang.

## Palmarès
- Chinese Basketball Association: 1

Liaoning Flying Leopards: 2021-2022